# Olimpíada Campinense de Matemática
A Olimpíada Campinense de Matemática é uma olimpíada de matemática realizada na cidade de Campina Grande, PB que tem como objetivo descobrir talentos em matemática e incentivar o estudo nesta área. Fundada em 1983, é organizada pela Universidade Federal de Campina Grande (UFCG), através de seu Departamento de Matemática e Estatística, com apoio da Sociedade Brasileira de Matemática, da Olimpíada Brasileira de Matemática e do Conselho Nacional de Desenvolvimento Científico e Tecnológico (CNPq).

## Formato
A Olimpíada Campinense de Matemática acontece anualmente, em fase única, no último sábado de Maio.  Na prova, os participantes tem que responder a 7 questões de múltipla escolha e 4 questões dissertativas. Os participantes são divididos em três níveis: 
- Nível 1: 6º e 7º anos do Ensino Fundamental
- Nível 2: 8º e 9º anos do Ensino Fundamental
- Nível 3: 1º, 2º e 3º anos do Ensino Médio

Não há limites no número de participantes por escola. Também não é obrigatório que os estudantes sejam de Campina Grande; em 2012, a lista dos 115 premiados incluía, além dos estudantes da cidade, outros oriundos de Areia, João Pessoa, Juazeirinho, Lagoa Seca, Paulista, Patos, Sousa e Vista Serrana.

## Resultados
Além de incentivar a melhoria da educação matemática em diferentes cidades do estado da Paraíba, a OCM ajuda a descobrir talentos na região que, mais tarde, acabaram conseguindo destaque em outras competições de matemática. Entre os casos mais notáveis, podemos citar Murali Srinivasan Vajapeyam, três vezes participante da Olimpíada Internacional de Matemática (1996, 97 e 98; uma medalha de bronze e uma menção honrosa) e Felipe Gonçalves Assis, medalha de prata na Competição Internacional de Matemática para Estudantes Universitários (IMC), em 2009.